# サンウェイ・モノレール
サンウェイ・モノレール（英・マレー語: Sunway Monorail）は、マレーシアの首都であるクアラルンプールの西側にある、セランゴール州プタリン・ジャヤサンウェイ市付近にて、かつて運行されていたモノレール・システムである。サントレック2000 (SunTREK 2000) とも呼ばれていた。
当システムは、サンウェイ市周辺の3つの駅を1本の環状線で結んでおり、ゲンティン・モノレールに続いてマレーシアにて運行された2番目のモノレール・システム、かつマレーシア初の公共モノレールであり、クアラルンプール・モノレールが運行開始される3年前の2000年に開業した。

## 路線および鉄道車両
当モノレールは、サンウェイ・ラグーンのウォーター・テーマパークを囲む、延長3kmの鋼製軌道を持つ環状線システムに沿って主に運行されており、環状線の北側および西側にある3つの主要な場所に停車していた。
- サンウェイ・ピラミッド・ショッピングセンターの北側に1駅。
- サンウェイ・ピラミッドの西側に1駅。現在は2006-2007年に拡張されたショッピングセンターの敷地内となっている。
- サンウェイ大学カレッジ（英語版）およびモナシュ大学マレーシアキャンパス（英語版）の東側に1駅。両大学は隣り合っている。
- さらに、環状線からモノレール・システムの車庫に向けて、支線が西側へ600m延びていた。

モノレール・システムは、イギリスの機関車製造会社であるセヴァーン＝ラムによって製造された列車の車両を使用した、5両編成のSL5列車2編成にて運行されていた。総建設費用は、約1,000万USドルであった。

## 拡張、閉鎖および復活の可能性
サンウェイ・モノレール・システムは、翌年のさらなる拡張を支援することを目的としていた。計画では、3本の環状線全てで駅間を相互接続するために、既設の1本に加えて2本の追加環状線を建設することであったが、計画はいずれも実現されなかった。
当システムは開業後、数年以内に運行が中断された。当システムが閉鎖されたにもかかわらず、路線ならびに車庫に沿ったトラック部分は、今でも残っている。
2007年に、モノレール連絡線復活の可能性、さらにはKTMコミューターのスティア・ジャヤ駅（サンウェイ駅への改称を提案されていた）への連絡に関しての話し合いが行われた。2007年11月現在、復活に関するささいなニュースが入手可能である。
当システムは、後年に地域周辺の様々な大学を結ぶ歩道として整備された。